# Arbitragem (economia)
No mercado financeiro e em economia, arbitragem  é uma operação de compra e venda de valores negociáveis, realizada com o objetivo de ganhos econômicos sobre a diferença de preços existente, para um mesmo ativo, entre dois mercados. Trata-se de uma operação sem risco (ou de risco reduzido) em que o arbitrador aproveita o lapso de tempo existente entre a compra e a venda (em que o preço do ativo ainda não se ajustou) para auferir lucro. Por exemplo, sendo uma mesma ação cotada em dois mercados, o arbitrador compra a ação no mercado em que esse ativo estiver cotado a preço mais baixo e vende-o no outro mercado, obtendo lucro. Outro exemplo é a arbitragem de compra de 'direitos a uma ação' contra a compra desta mesma 'ação', aplicando-se o mesmo princípio.

## Tipos de arbitragem
- Cambial: é uma operação de câmbio de moeda em duas praças financeiras diferentes, com o objetivo de obter lucro derivado da diferença de preços que possa existir durante pequenos intervalos de tempo.
- De bolsa a bolsa: é uma operação de arbitragem que consiste na compra e venda de um mesmo ativo financeiro em duas praças diferenças, com o objetivo de lucro em razão da diferença de preço entre as duas praças.
- À vista contra a prazo: consiste numa operação de arbitragem realizada com o objetivo de lucro decorrente da diferença entre o preço à vista de um ativo e o preço deste mesmo ativo a prazo.

## Convergência de preços
A arbitragem  tende a causar a convergência dos preços dos ativos de diferentes mercados. A velocidade de convergência de preços é uma medida da eficiência do mercado: quanto mais rapidamente a diferença de preços é eliminada, mais eficiente é o mercado. De forma geral, a arbitragem move diferentes moedas em direção à paridade do poder de compra. Oportunidades de arbitragem internacional em commodities, seguros, bens e moedas tendem a modificar taxas de câmbio até que o poder de compra das moedas seja equalizado.:187
- Se um veículo é vendido no país 1 a preço mais baixo que o mesmo carro no país 2, os habitantes do país 2 comprarão o carro no país 1, para explorar a condição de arbitragem e assim obter o veículo a um valor mais baixo. Ao mesmo tempo, os proprietários de veículos do país 1 vão cruzar a fronteira para vender seus carros no país 2, aproveitando-se também da oportunidade de arbitragem.[4]

- Mas, para comprar os veículos no país 1, os habitantes do país 2 precisam adquirir a moeda do país 1, enquanto os  habitantes do país 1 que venderem seus carros no país 2, precisarão, na volta, trocar os valores em moeda do país 2 por moeda local, ou seja, também precisam comprar a moeda do país 1. Esses dois movimentos provocam um aumento da procura pela moeda do país 1 e aumento da oferta de moeda do país 2. Como resultado, haveria uma valorização da moeda do país 1 e desvalorização da moeda do país 2.[5]

O movimento de arbitragem vai tornando o preço do veículo no país 1 gradativamente mais alto, enquanto no país 2 o veículo vai se tornando relativamente mais barato. Ao mesmo tempo, o potencial de arbitragem se reduz até que se extinguie no ponto em que não mais existir  diferença de preços que justifique comprar o carro no país 1 para vendê-lo no país 2.
Naturalmente, a realidade é mais complexa, pois há outros fatores, além do preço do bem, a serem considerados, tais como impostos de importação e exportação e outros custos de transação.